# The Bottom
The Bottom (ursprünglich niederländisch Botte) ist der Hauptort der Insel Saba. Seit 10. Oktober 2010 ist Saba eine Besondere Gemeinde der Niederlande. Zuvor war die Insel Teil der Niederländischen Antillen.
Der Ort befindet sich im Inneren der bergigen Insel, etwa 220 Meter über dem Meeresspiegel, am Fuße des Vulkans Mount Scenery. Dieser ist mit 877 Metern der höchste Berg im Königreich der Niederlande.

## Geschichte
Botte wurde von seeländischen Kolonisten gegründet, die zuvor ab etwa 1640 in Fort Bay gesiedelt hatten, welches 1651 durch einen Erdrutsch zerstört wurde, was die Siedler zwang, ins Innere der Insel zu ziehen. Durch Ansiedlung englischer, irischer und schottischer Seeleute, Piraten sowie afrikanischer Sklaven wurde in den folgenden Jahrhunderten Englisch zur dominierenden Sprache auf Saba, was schließlich auch zur Änderung des Ortsnamens führte.
Der ursprüngliche Name des Ortes beschreibt seine Lage, allerdings mitnichten der aktuelle englische Name „The Bottom“ (deutsch Boden, unterster Teil), der lediglich eine Verballhornung des ehemaligen niederländischen Namens „Botte“ (ein altes niederländisches Wort für „Schüssel“ oder „Schale“, auch „Senke“) ist, den die ersten seeländischen Siedler dem von hohen Felsen umringten Ort gaben.

## Leverock
Einige Quellen kolportieren, der „offizielle“ Name des Ortes sei „Leverock City“, „Leverock Town“, „Leverick Town“, „Leverock“ oder ähnliches, je nach Quelle. Dies sei, je nach Quelle, entweder auf die im Ort mit einer großen Anzahl Personen vertretene Familie Leverock (bzw. Leverick) zurückzuführen, oder auf die Person des Moses Leverock (1814–1875), der in der Zeit von 1863 bis 1875 Gouverneur der Insel war.
Der auf die Niederländischen Antillen spezialisierte Historiker J. Hartog schreibt dazu: As far back as people can remember, the capital of Saba has been called ”The Bottom“. […] In 1868 some of the leading citizens decided to immortalize his name by linking it with the capital. On Christmas morning in 1868 they gathered in the home of Richard Simpson and decided officially to name The Bottom ”Town of Leverock“ or ”Leverock’s Town“.
Jedoch bestätigen weder die Inselregierung Sabas noch die niederländische Regierung eine offizielle Umbenennung. In amtlichen Dokumenten wird der Ort als „The Bottom“ bezeichnet.

## Bevölkerung
Im Januar 2017 hatte der Ort 685 Einwohner. Auf der gesamten Insel lebten zur gleichen Zeit 2010 Menschen.

## Infrastruktur und Verwaltung
In The Bottom residieren die Verwaltung und der Gouverneur (Gezaghebber) der Insel. Zudem gibt es in The Bottom eine Polizeistation und ein medizinisches Zentrum.
The Bottom hat drei Kirchen: die anglikanische Christ Church aus dem 18. Jahrhundert, die römisch-katholische Sacred Heart Church von 1877 und die Wesleyan Holiness Church, die im Laufe des 20. Jahrhunderts durch Zusammenschluss der Apostolic Faith Church, der Pilgrim Holiness Church und der Wesleyan Methodist Church entstanden ist.
1935 wurde in The Bottom der nach der damaligen Königin benannte Wilhelminapark angelegt, eine kleine Grünanlage mit einem achteckigen Musikpavillon.
Seit 1992 gibt es die Saba University School of Medicine, eine Hochschule für Medizin.
Über drei kurvenreiche Bergstraßen ist The Bottom mit dem einzigen Hafen der Insel in der Fort Bay (südwestlich), der Wells Bay (nördlich) und dem weiter östlich gelegenen Dorf St. Johns und dem wirtschaftlichen Zentrum der Insel Windwardside verbunden.
In The Bottom befindet sich das Major Osmar Ralph Simmons Museum.